# Église Saint-Matthieu de Stockholm
L'église Saint-Matthieu (en suédois : S:t Matteus kyrka) est une église protégée située dans le quartier de Vasastaden à Stockholm, en Suède. Destinée à l'origine à servir de chapelle à la paroisse Adolf Fredrik, elle a été conçue par Erik Lallerstedt et construite en 1901-1903, à un carrefour de Vasastaden,.
La grande salle du rez-de-chaussée devait d'abord servir à diverses activités caritatives, la chapelle étant située à l'époque dans un quartier ouvrier pauvre. Le bâtiment rappelle à bien des égards l'église Saint-Pierre de Norrmalm, une église méthodiste également conçue par Lallerstedt en 1899. Certaines modifications ont été apportées en 1907-1908, sous la direction de l'architecte d'origine, lorsque la paroisse a été divisée et que la chapelle a été transformée en église paroissiale,.

## Histoire
La paroisse d'Adolf Fredrik était l'une des plus grandes de Stockholm à la fin du XIXe siècle, et il était question depuis les années 1850 de la diviser en plusieurs parties. La question a été soulevée le 2 mai 1899 lors de la réunion de l'église d'Adolf Fredrik, mais elle a été reportée. Parallèlement à la question de l'éventuelle division de la paroisse, les travaux de recherche d'emplacements pour de nouveaux bâtiments d'église ont commencé. Lors d'une réunion du conseil paroissial d'Adolf Fredrik, le 6 avril 1900, il est proposé de construire deux chapelles dans les quartiers populaires les plus pauvres, avec au rez-de-chaussée une salle paroissiale plus grande où pourraient se tenir les messes de communion, les réunions de parents et les rencontres de jeunes. La proposition prévoyait également une salle de lecture avec une bibliothèque pour les travailleurs, ainsi qu'un bureau pour le pasteur. Le maître d'œuvre Gustaf Sällström établit un programme et choisit l'immeuble Midgård et l'angle de Vanadisvägen et Dalagatan. Le plan de Sällström n'a pas été réalisé, mais le terrain a été obtenu par l'intermédiaire du conseil municipal de Stockholm le 18 mars 1901.
Les dessins de Sällström n'ayant pas été utilisés, la paroisse décida le 30 novembre 1900 d'engager l'architecte Erik Lallerstedt pour réaliser de nouvelles esquisses et de nouveaux plans pour la chapelle. Ceux-ci furent achevés en janvier 1901. Les dessins ont été approuvés par Kungl. Maj:t le 12 juillet 1901. L'église fut achevée en 1903. Le partage d'Adolf Fredrik a finalement eu lieu en 1906, c'est pourquoi la chapelle a été transformée en église paroissiale.
La chapelle St Matthew, comme elle s'appelait à l'origine, a été consacrée le 29 novembre 1903, premier jour de l'Avent, par l'archevêque Johan August Ekman.

## L'orgue
Le premier orgue principal de l'église a été construit en 1903 par Åkerman & Lund Orgelbyggeri, mais il a été remplacé en 1924 par un nouvel orgue de la même firme. Ce nouvel orgue a été agrandi de sept jeux par Åkerman & Lund en 1945. La façade de l'orgue se composait d'un mur de tuyaux, où les tuyaux étaient maintenus par des cadres profilés. La partie centrale de la façade était ornée de deux pilastres en hermès avec des têtes de chérubins sculptées et dorées. Le cadre est marbré en gris foncé avec des détails dorés. Elle a été créée en 1924, mais a conservé des éléments de la façade originale de l'orgue datant de 1903. La façade a été construite par Nordiska Kompaniets verkstäder et peinte par Filip Månsson. L'ancienne console a été conservée et se trouve aujourd'hui dans l'église d'Asmundtorps, en Scanie.
L'orgue actuel a été ajouté en 1972 et a été construit par Marcussen & Søn, avec un total de 52 jeux. La façade elle-même présente des tuyaux visibles et un cadre blanc avec des détails bleus. L'orgue a été rénové pour la dernière fois en 2018-2019 par Åkerman & Lund Orgelbyggeri, ce qui comprenait l'ajout du Principal 16' dans l'œuvre principale et un réarrangement et une réintonation des tuyaux.